# エルヴィル・ボリッチ
エルヴィル・ボリッチ（Elvir Bolić、1971年10月10日 - ）は、ユーゴスラビア・ゼニツァ出身の元サッカー選手、サッカー指導者。元ボスニア・ヘルツェゴビナ代表。ポジションはFW。

## 経歴
1988年に地元クラブのNKチェリク・ゼニツァでキャリアをスタートさせ1991年にレッドスター・ベオグラードに移籍したがユーゴスラビア紛争の激化により1992年にトルコの名門ガラタサライへ移籍。その後も1993年から1995年までガズィアンテプスポル、1996年から2000年までフェネルバフチェSKに所属し、トルコのクラブを渡り歩いた。また、1996年からは10年間ボスニア・ヘルツェゴビナ代表としてもプレーし、同代表の歴代最多得点も記録した。
2003年にはスペインのラーヨ・バジェカーノへと活躍の場を移し、100試合近くの試合に出場した。ラーヨ・バジェカーノで3年間過ごした後、再びトルコリーグへと戻り、いくつかのクラブでプレーした。2006年にHNKリエカで引退。
2008年1月5日から5月17日までの間は、ボスニア・ヘルツェゴビナ代表のアシスタントコーチとしてメホ・コドロを支えた。